# Barthezz
Barthezz (* 22. Januar 1980 in Asten (Niederlande); eigentlich Bart Claessen) ist ein niederländischer DJ. Bekannt wurde er mit den Trance-Titeln On The Move und Infected. Er veröffentlichte auch andere Titel unter dem Pseudonym StereoShaker.

## Wirken
Erste eigene Demotapes nahm Claessen 1998 in seinem eigenen Plattenstudio auf, das er in seinem Schlafzimmer eingerichtet hatte. Als Student an der Kunsthochschule Utrecht (HKU) nahm er im Sommer 2000 an einem Vengaboys-Remix-Wettbewerb teil. Sein Remix von Cheekah Bow Bow wurde von den Fans der Band zum Sieger des Wettstreits erkoren. In der Folge wurden einige namhafte DJs, darunter DJ Jean und Judge Jules, auf die als Demoversion kursierende Aufnahme seines ersten Titels On The Move aufmerksam und nahmen sie in ihre Playlist auf. Ende Januar 2001 erschien der Track dann als EP und erreichte in den Niederlanden Platz 1 verschiedener Dance-Charts. Nachdem die Single auch in den deutschsprachigen Ländern zum Hit wurde, entschloss sich Claessens Plattenfirma zu einer weltweiten Veröffentlichung der Single. Ende 2001 kam die Nachfolgesingle Infected auf den Markt und Anfang 2002 wurde Claessen in zwei Kategorien (Bester nationaler Dance-Act, Bestes nationales Video) für den Musikpreis des niederländischen Musiksenders TMF nominiert.

## Diskografie

### Singles
- 2001: On The Move (als Barthezz)
- 2001: Infected (als Barthezz)
- 2002: Rock'n'Roll (als StereoShaker)
- 2004: Persona Non Grata (als Bart Claessen)
- 2005: Playmo (als Bart Claessen)
- 2008: Catch me (als Bart Claessen)
- 2008: Madness (als Bart Claessen, mit Dave Schiemann)
- 2010: Elf (als Bart Claessen)
- 2010: Hartseer (als Bart Claessen)
- 2010: If I Could (als Bart Claessen, mit Susana (Sängerin))
- 2011: The Man Who Knew Too Much  (als Bart Claessen, mit Rene Martens)
- 2011: El Dorado (als Bart Claessen, mit Rene Martens)
- 2011: Fantomah (als Bart Claessen)